# Ogmodera forticornis
Ogmodera forticornis är en skalbaggsart som beskrevs av Stefan von Breuning 1942. Ogmodera forticornis ingår i släktet Ogmodera och familjen långhorningar. Inga underarter finns listade i Catalogue of Life.